# 街机

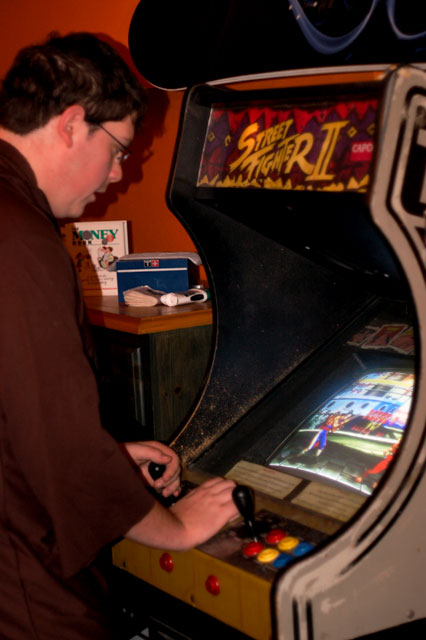
某人在老式街机上玩街头霸王II

（英語：或），是放置於公共娱乐场所或電子遊樂場營業用的游戏机，在街机上运行的游戏為街机游戏（arcade video game）。最早的街機雛型於1971年誕生在美國，當時常放置於酒吧內。与街边游戏机相对则是的家用游戏机。

## 歷史
街机游戏发端于70年代初而盛行于70年代末至90年代中期。街机平台以横版过关游戏和格斗游戏见长，飞机射击游戏亦较为普及，而家用机上流行的角色扮演遊戲则不适合于街机。早先，家用机性能较弱，难以展现出街机游戏的形式和質素，而個人電腦（PC）则偏向于专业和办公应用，家庭普及率较低并且同样难以体现出街机質素。后来随着多媒体的发展，软硬件和操作系统界面的进步，PC和家用机的优势日益明显，街机游戏产业则日趋凋零。90年代后期，虽然以卡片對戰的如三國志大戰，以動作為主的音樂遊戲如跳舞機，SNK的拳皇和合金弹头以及快打旋風及高達對戰等傳統遊戲依然颇受欢迎，不限店內而是可以網上和其他地區的人對戰等亦延伸了可玩性，但整个产业無可避免地已经开始衰退。进入21世纪后，街机迅速衰弱，日益远离大众的视线。不同区域街机的状况有所不同，比如日本街机的衰弱速度就相对较慢，而在中国大陆街机厅则受到政策的影响。
广义的街机亦包括麻将街机游戏、赛车街机游戏，甚至于娃娃机等。街机史上有名的厂商包括：雅達利、世嘉、太東（Taito）、南夢宮、科樂美、Technōs Japan、卡普空、SNK和彩京等。

## 結構

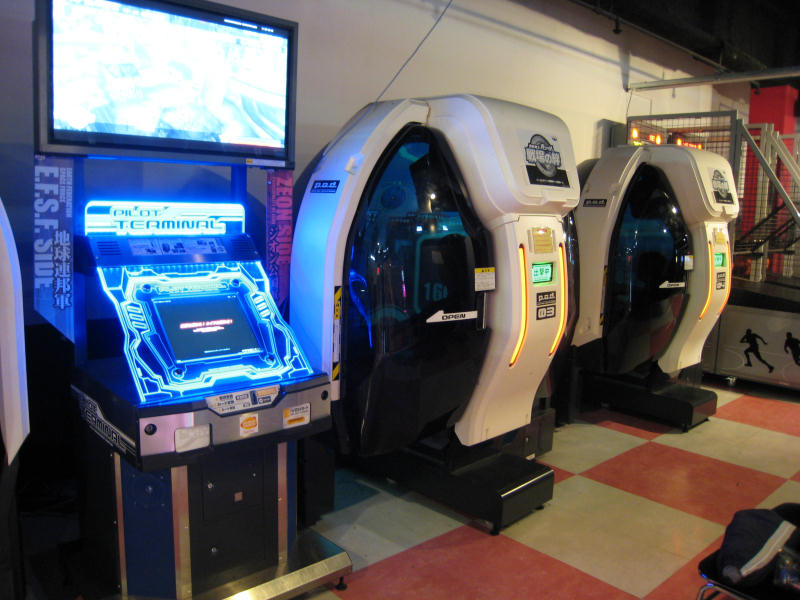
近代最新式街机的樣貌

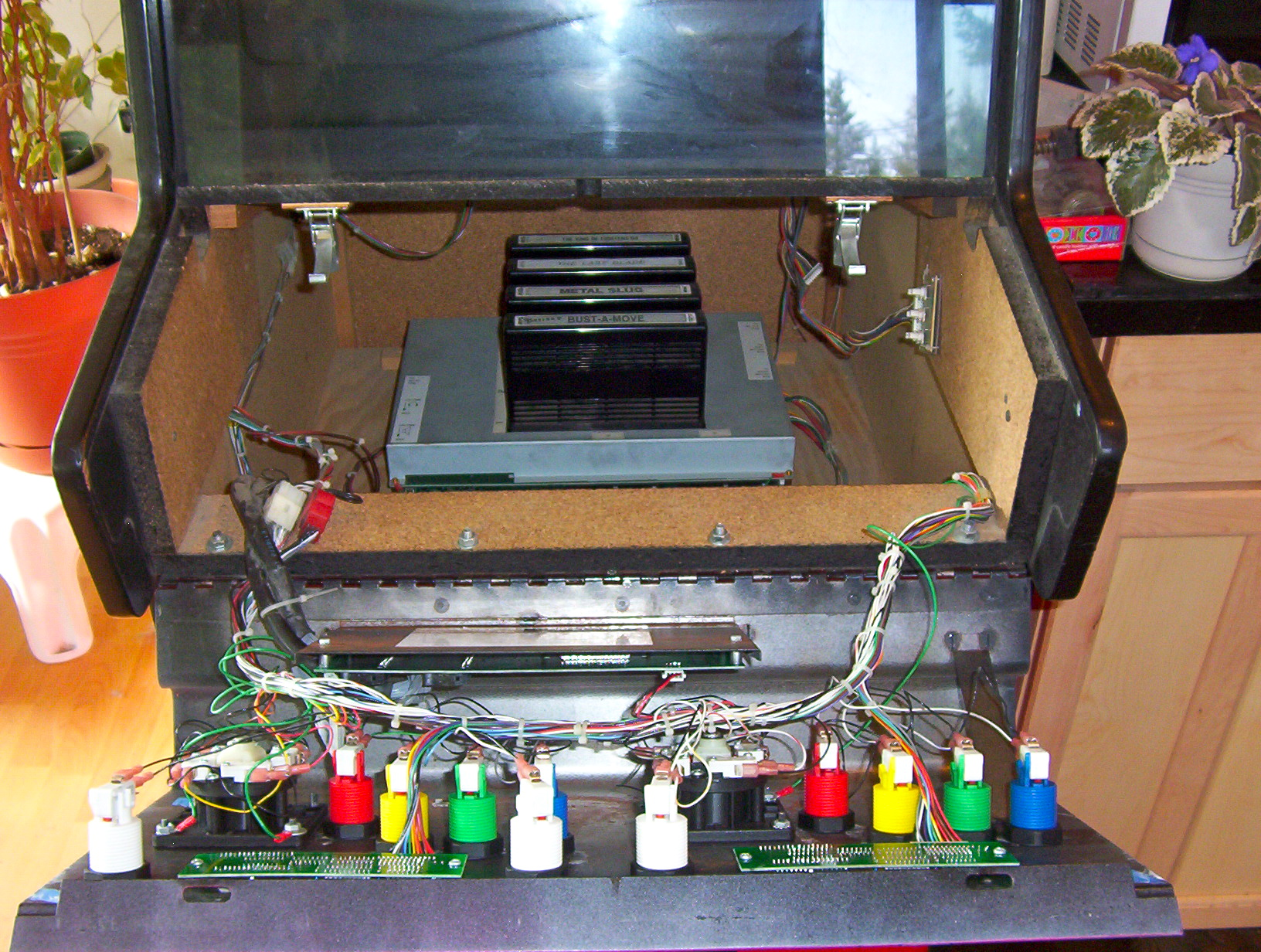
框體內部的 SNK MVS 4-Slot

常見的街機由兩個部分組成：框體與機版。
框體有兩種——直立框體和平躺框體，直立框體竪直立於地面，高度高於寬度，顯示器與地面成一定角度但不平行，通常適於站立進行遊戲；平躺框體橫置於地面，寬度大於高度，顯示器與地面平行，適於坐著進行遊戲。框體是由機器的外殼（通常是木制品）和内部電子元件構成，直立框體的外殼可分爲框頭、框面、控制面板、框腹、框側板和框後板。
- 框頭是遊戲機正面可見的最高部分，是一塊長方形的半透明橫板，在内部可能有電燈或揚聲器，外表貼有框頭貼畫以標明遊戲名稱和内容。在框面與框頭之間的内凹部分一般安裝有揚聲器。
- 框面用來展現顯示器，位於框體正面的中間截面或外面竪直位置，内部分別放置斜立或直立顯示器，外表蓋以透明有機玻璃板，在板上可能有與遊戲有關的貼畫。
- 控制面板是裝有遊戲搖桿、遊戲按鍵、遊戲旋鈕、遊戲軌跡球或遊戲光槍的一塊平板，位于框面的正面外側，正下方就是框腹，控制面板集成了遊戲的控制功能，是遊戲互動的輸入方式。一些街機裝有讀卡機，可讓玩家插卡儲存、讀取遊戲進度或戰果。
- 框腹是遊戲機正面的下半部分，在其正中間安裝有投幣器或（和）退幣器，用以投入或退出遊戲幣。投幣器正下方是儲幣箱，投入的遊戲幣就落入其中。這三种裝置都在外部安裝有龕有暗鎖的鐵門，用來保証遊戲廳主的商業利益和完成遊戲消費與再生産的過程。
- 框側板是遊戲機外殼兩側的兩個整塊板子，與整個正面部分牢固地結合在一起形成一個穩固的整體，是整個遊戲機的主要支撐部分。
- 框後板是遊戲機外殼後面的一整塊可以打開或取下的板子，與外殼的其他部分結合成一封閉空間以保護遊戲機的内部元件。同時框后板通常有通風孔、裝有散熱風扇，有散去機器運行產生的熱量之功能，對遊戲機的安全十分重要。

平躺框體的結構較直立框體簡單，外形似茶几，遊戲機的高度很低，遊戲的視角為俯視，所以沒有框頭，控制面板就在框面邊緣的兩頭，也有投幣器和儲幣箱，沒有框後板而是框底板，因爲體積小的原因，這些框體的組成部分都被壓縮得較小。這種平躺框體還有一個特別的功能，就是遊戲畫面可以翻轉或雙向，在早期的單打遊戲中遊戲的雙方就可以相向而坐，共同遊戲。
機版則是由專業的遊戲廠商製造的電子基版，如同個人電腦的主機板，上面有CPU、ROM、RAM、顯存、輸入輸出接口等，一般來說每台街機只載有一款遊戲。街机基板通常使用JAMMA接口连接I/O设备和电源，其中视频接口规格多为RGBS。早期街机基板上集成了游戏ROM，后期街机则将游戏分立出来成为子板或者卡带。街机一般可以通过更换基版或卡带来变更游戏，以吸引对原游戏已经腻味的玩家。当时流行的街机基板种类有CPS、Neo Geo、Namco System和Sega System。硬件方面，比如CPS1和Neo Geo街机基板，使用的是摩托罗拉的68000 CPU。
在街机上运行的游戏叫街机游戏。
经典街机游戏有：拳皇（KOF）、VR戰警、VR快打、生死格鬥、刀魂、雪人兄弟、超级魂斗罗、快打旋風、双截龙、雷电、吞食天地等。

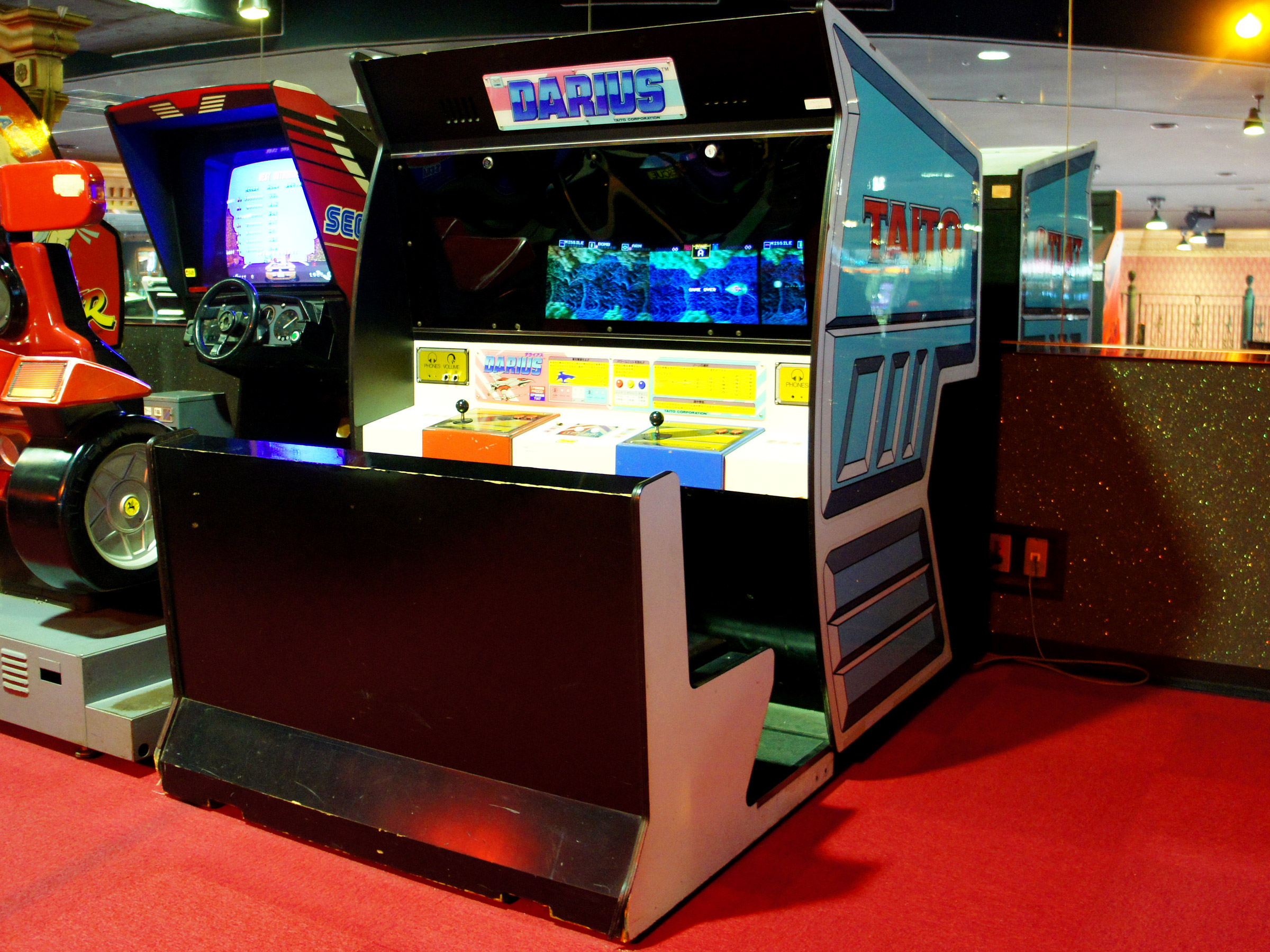
使用立體投影技術的機台
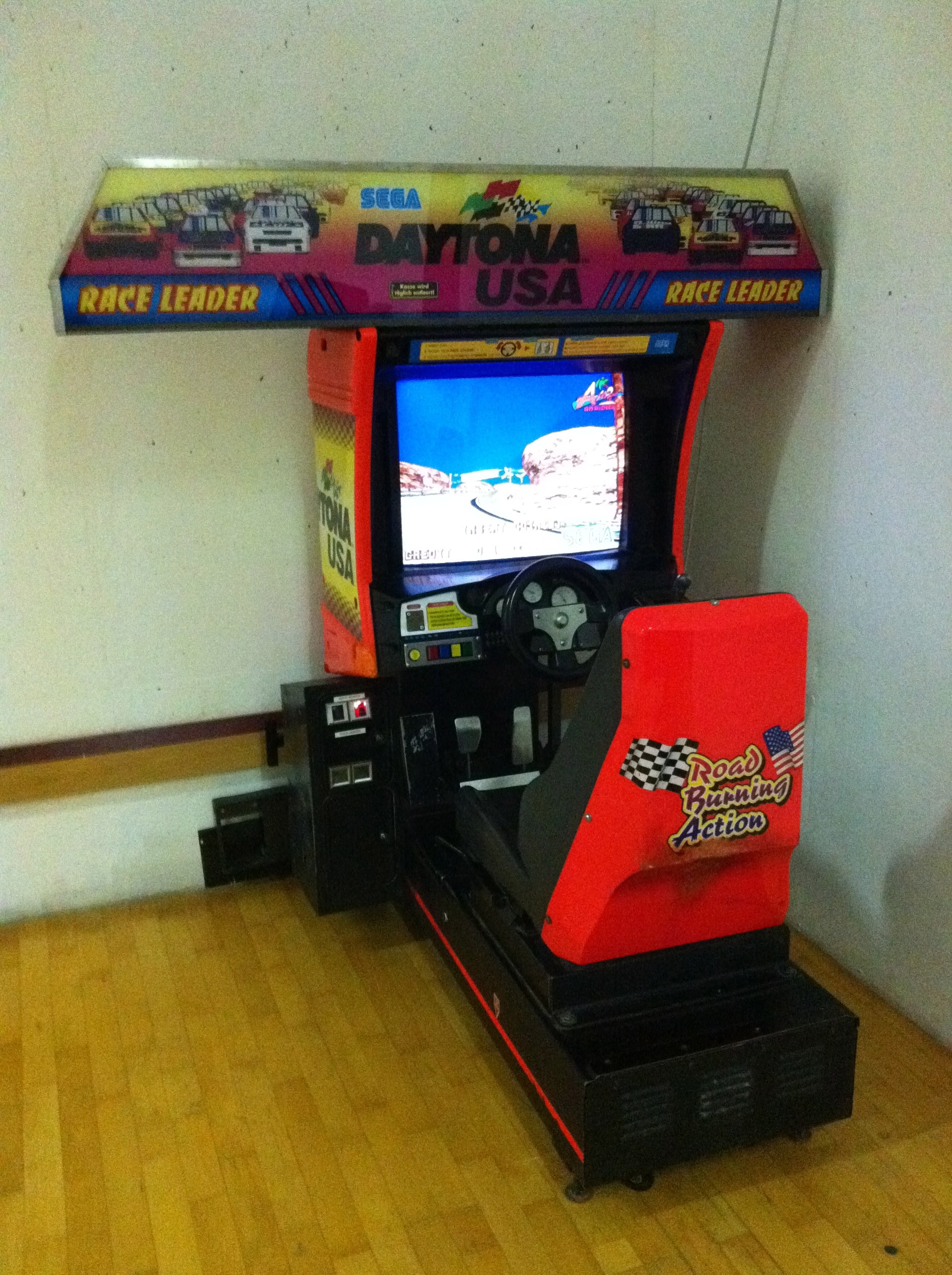
SEGA原廠賽車街機
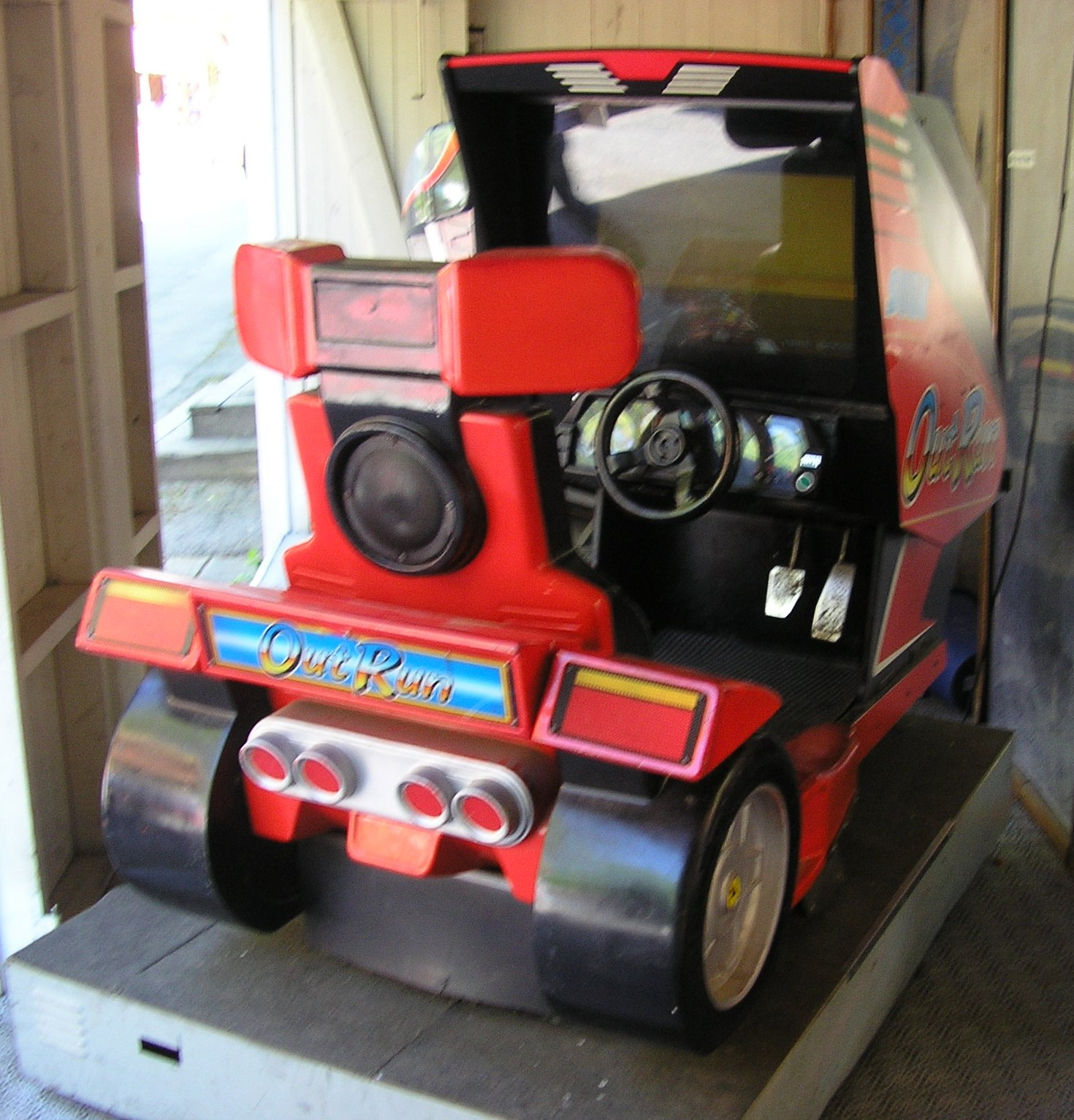
賽車街机
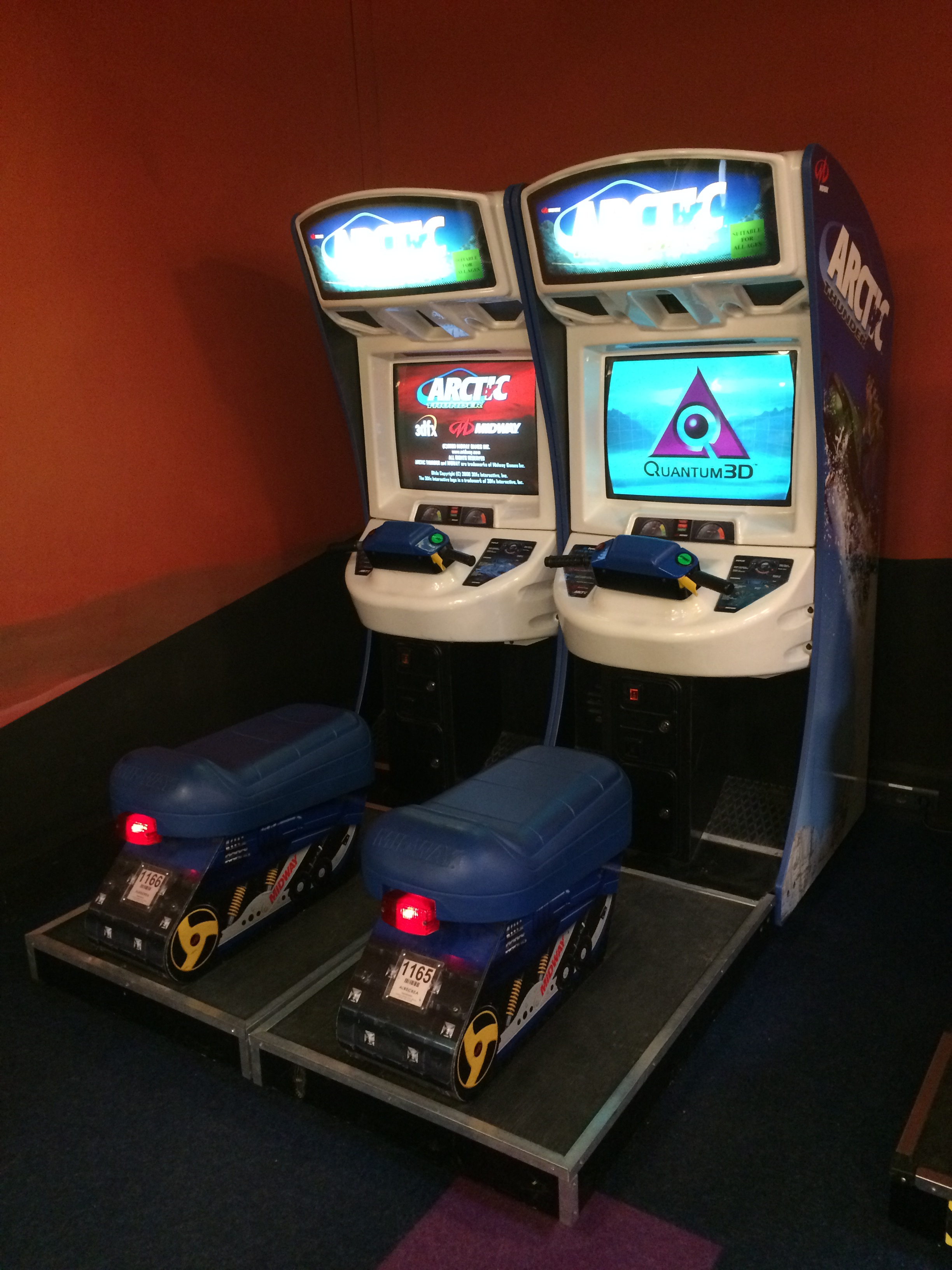
摩托車機台
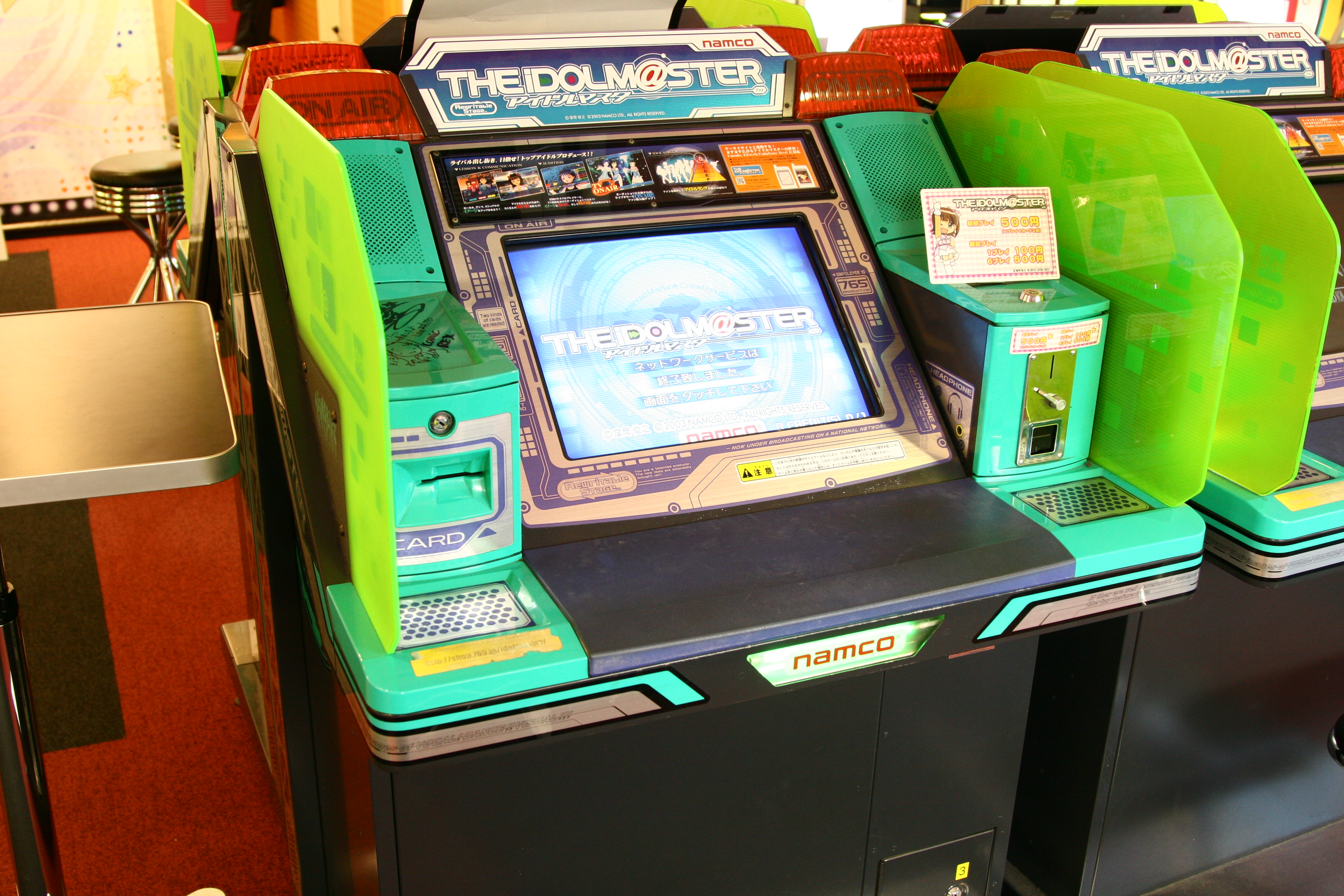
集卡的讀卡機遊戲
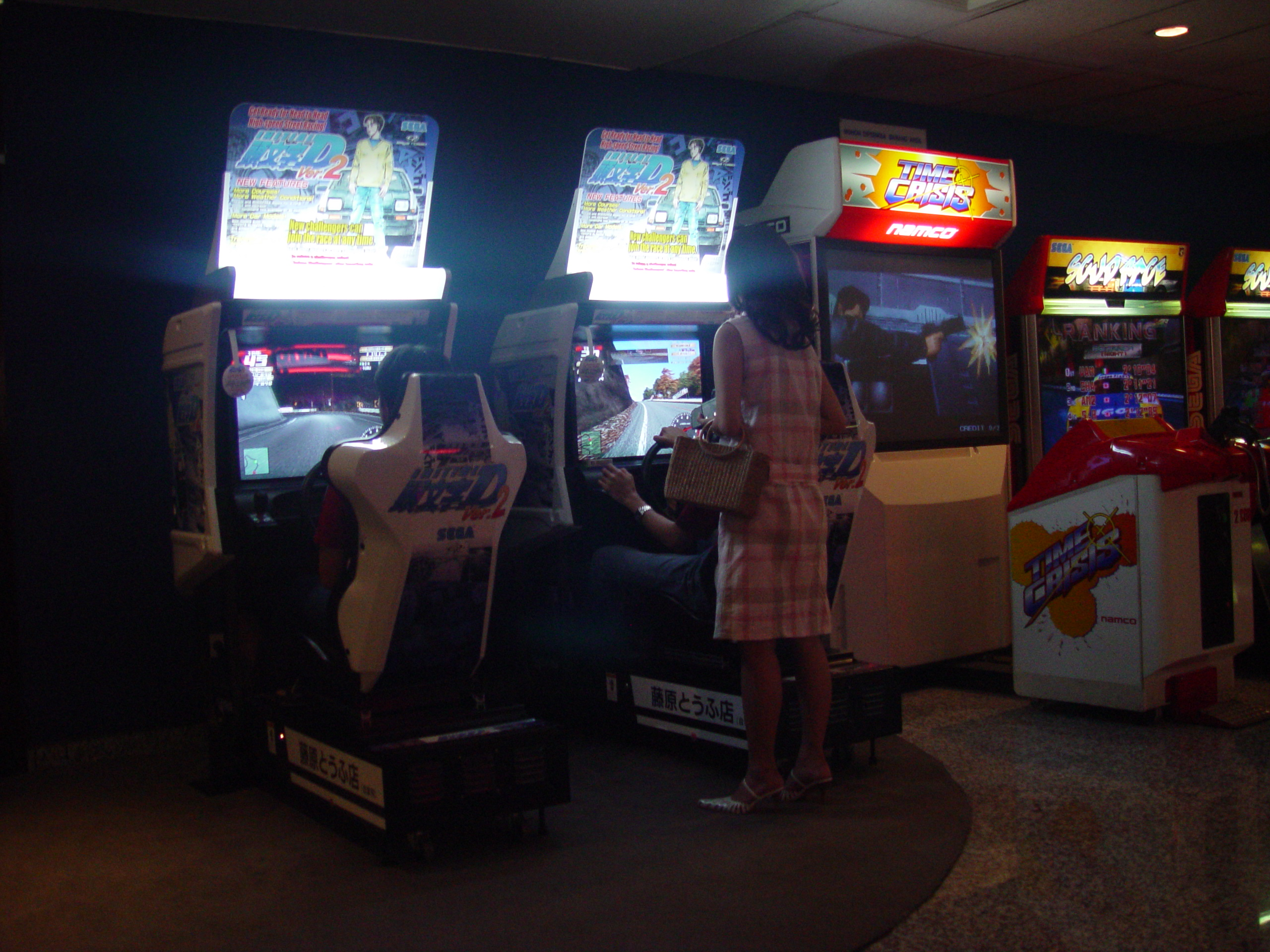
SEGA Astro City III
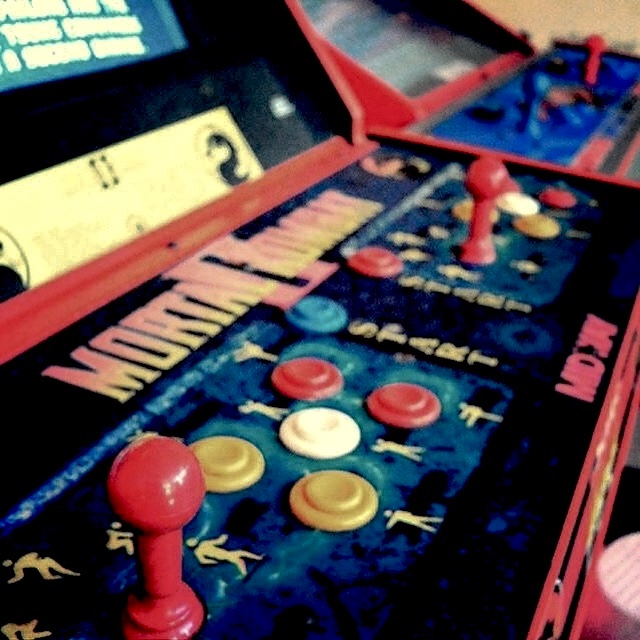
格鬥機台搖桿
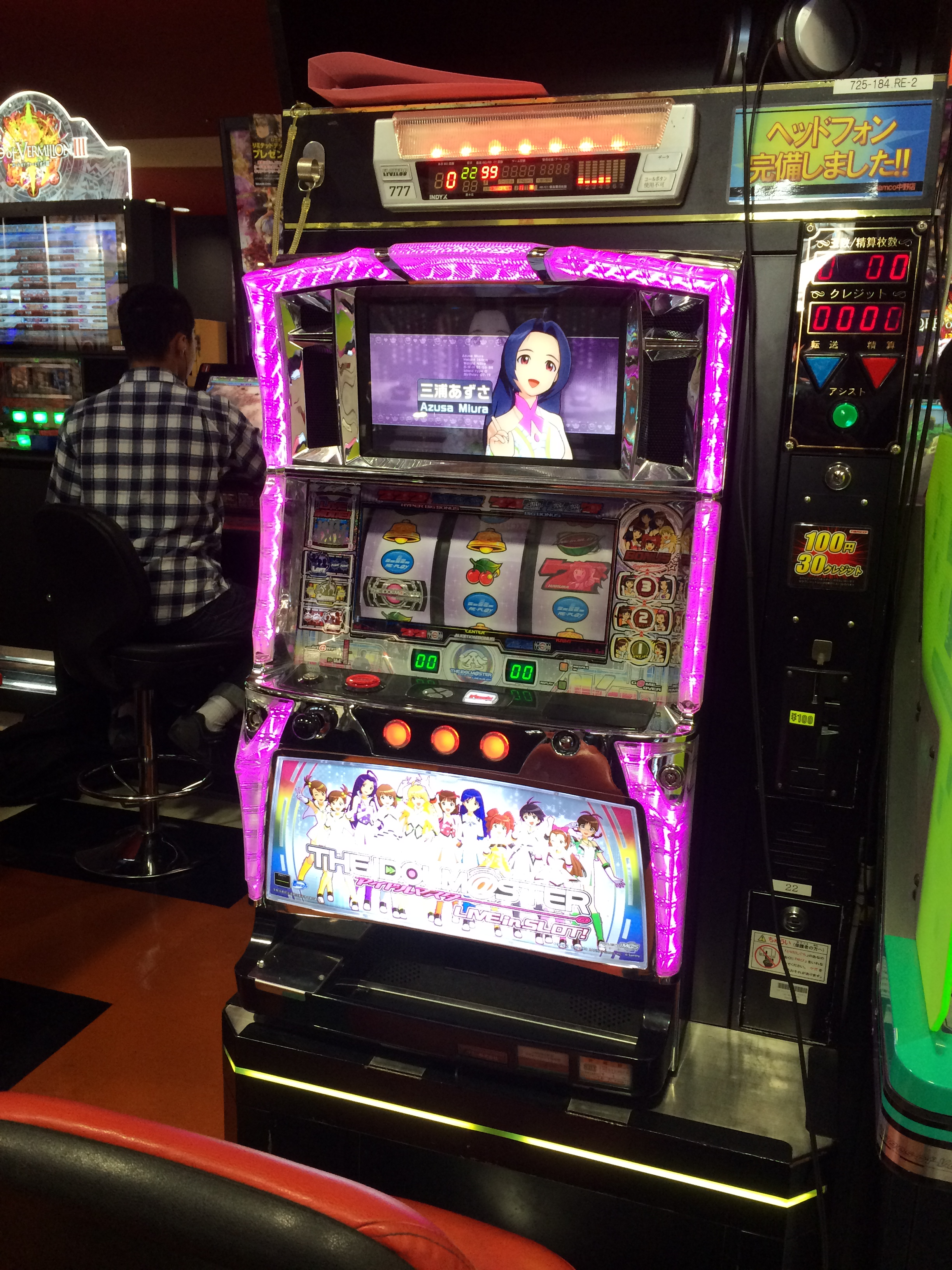
結合賓果機台的街機
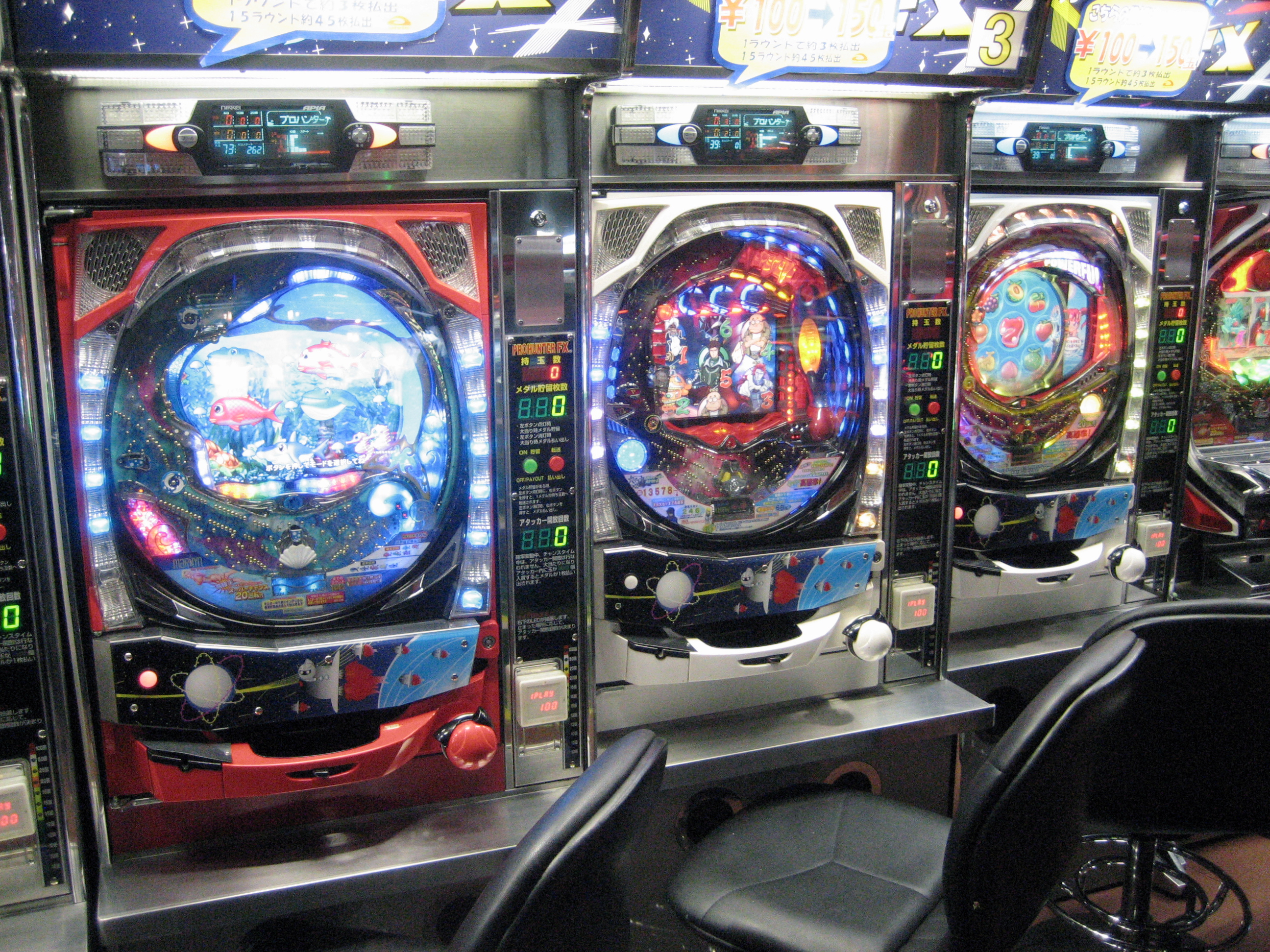
鋼珠機
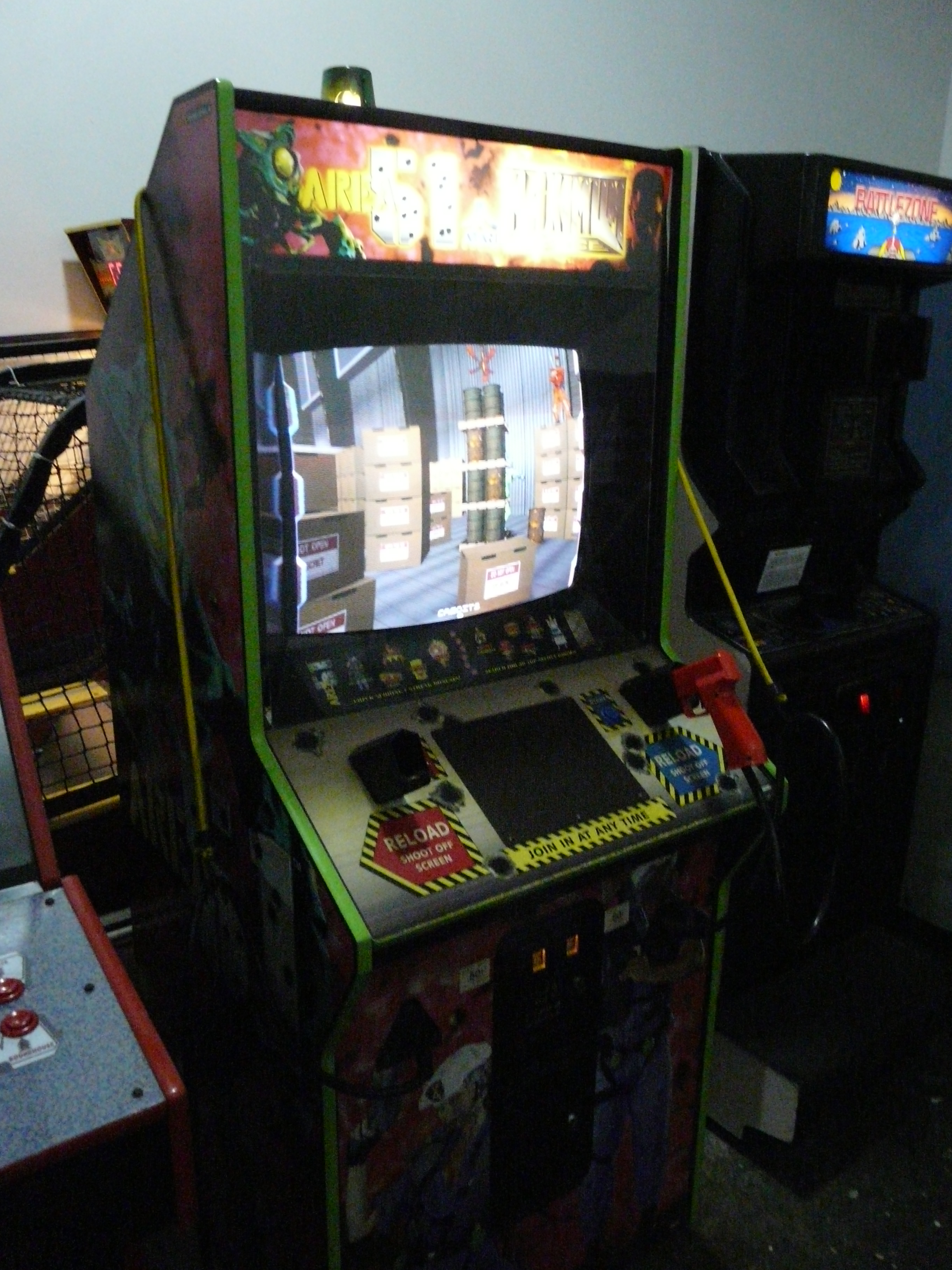
光線槍射擊

### 街機遊戲的組成
1. 電腦主機
2. I/O板（鏈接電腦主機與除顯示器外的周邊裝置，如：控制裝置、投幣器與彩票機等）
3. 投幣器
4. 彩票機（部分機型）
5. 讀卡器（部分機型）
6. 顯示器
7. 操控裝置（搖桿/按鈕/方向盤/槍/觸控屏等）
8. 音箱與喇叭
9. 外殼

## 著名街机游戏
- 四大名著
  - 《三國戰紀》
  - 《水滸演武》
  - 《西游释厄传》

| - 1941反击战 - 1942 - 1943中途岛海战 - 1944征服世界 - 19XX命运否决战 - 吞食天地Ⅱ 赤壁之战 - 拳皇系列 - VR戰警 - VR戰警2 | - VR戰警3 - VR快打系列 - 生死格鬥系列 - 魂之系列 - 快打旋风 - 街头霸王 - 恐龙新世纪 | - 惩罚者 - 战区88 - 合金弹头 - 打击者1945 - 超级魂斗罗 - 雪人兄弟 |

## 框體
| - SEGA Astro City - SEGA New Astro City - SEGA Blast City - SEGA Net City - Vewlix - Taito MT-5 - Taito MM-5 - Taito Canary | - Taito Egret - Taito VewLix - Sammy Tosh - Sammy Seychelles - Sammy Atomiswave - Tecmo Urban - Tecmo Sound Lava - Tecmo Kyotaro Deluxe |  |

## 街机模拟器
街机模拟器通常是指在其他计算机平台上，通过将街机平台的程序指令转换成本机可以识别的指令，来运行街机游戏程序的软件。有名的街机模拟器比如MAME，该模拟器可以模拟包括CPS1、CPS2和NEO GEO在内的多个平台的街机游戏，甚至一些2010年後的街机遊戲也能成功模擬。